# Bruno Henrique Lopes
Bruno Henrique Lopes (Londrina, 19 maggio 1995) è un calciatore brasiliano, attaccante del Ponte Preta.

## Caratteristiche tecniche
È un centravanti.

## Carriera
Cresciuto nel settore giovanile del Criciúma, ha esordito in prima squadra il 9 marzo 2013 in occasione del match del Campionato Catarinense vinto 2-1 contro il Camboriú.